# 益荒雄広生
益荒雄 広生（ますらお ひろお、1961年6月27日 - ）は、福岡県田川郡糸田町出身で押尾川部屋（17代時代）に所属していた元大相撲力士。最高位は西関脇（1987年7月場所）。現役時代の体格は188cm、127kg。本名は手島 広生（てしま ひろお）。得意手は右四つ、寄り、下手投げ。血液型はB型。夫人は、元プロゴルファーの奥村久子。

## 来歴

### 角界入り
1987年の『格闘技通信』誌によると、中学生時代は柔道と日本拳法に熱中しており、キックボクサーになるのが夢だった。一方で元々は兄と同じ警察官を志望していた。だが、押尾川親方（元大関・大麒麟）に説得されて地元の飯塚高等学校を2年生終了の時点で中退して押尾川部屋に入門し、1979年3月場所において17歳で初土俵を踏んだ。後の横綱・双羽黒や北勝海らと同期である。当初の四股名は本名の「手島」であったが、読みは「てじま」と濁っていた。1980年9月場所前の、澤田一矢らの「三筆工房」による部屋機関紙『押尾川部屋』（年3回発行）の第7号では「思い切りのいい頭からの立ち合いと、得意の右四つで攻め込むのが自分の型。腕の力に頼り過ぎるのを反省、足腰をさらに鍛えます」と答えている。新弟子時代から午前2時に起きて相撲教習所で稽古に励み、同様の稽古を行う寺尾や琴ヶ梅と共に鍛え合ったという異常なほどの稽古熱心さで実力を伸ばし、1983年7月場所に22歳で新十両へ昇進し、同時に「益荒雄」と四股名を改める。四股名は「剛勇な男子＝益荒男」という意味であり、故郷の糸田町から贈られた化粧廻しは「玄界灘の荒波と旭日、日本一の槍」という勇壮なデザインであった。その後は一時「手島」の名に戻していた時期もあったが、1985年3月場所において「益荒雄」に再改名してからは引退までそのまま通した。同年9月場所に24歳で新入幕を果たしたものの、しばらくは幕内と十両を往復する状況が続いた。

### 「白いウルフ」
1986年11月場所において4回目の入幕を果たすと、差し身の鋭い速攻相撲を武器に活躍し、その11月場所で西前頭13枚目の位置で11勝4敗の好成績を挙げて初の敢闘賞を獲得し、続く1987年1月場所でも東前頭4枚目の位置で横綱・双羽黒を破る金星を挙げて8勝7敗と勝ち越して初の技能賞を獲得した。初の三役となる東小結に昇進した1987年3月場所では、2横綱（千代の富士・双羽黒）・4大関（北天佑・大乃国・朝潮・若嶋津）を破る大活躍で「益荒雄旋風」を巻き起こした。一時は優勝も期待されたが終盤5連敗し、最終的には9勝6敗の成績で終えたものの初の殊勲賞を獲得した。後に益荒雄の弟子となった阿武咲が2017年9月場所の優勝争いに加わった際には、益荒雄と同時代を幕内で過ごした逆鉾（15代井筒）が相撲雑誌のコラムで「あのときは"益荒雄旋風""白いウルフ"と言われましたが、阿武咲も一敗で中日まで突っ走りました。つくづく師弟というのはどこかでつながっているんだなと思います」としみじみ語っている。
この時期には、横綱・千代の富士のニックネーム「ウルフ」になぞらえて一般からの公募により付けられた「白いウルフ」というニックネームでも知られるようになった。「白」は益荒雄が千代の富士より色白だったことに由来する。また、益荒雄が白星を挙げると地元である糸田町で花火が打ち上げられるようになり、テレホンカードもつくられ、それまで炭鉱不況、糸田線廃止と暗い話題ばかりだった糸田町に湧きあがった益荒雄の人気はますます過熱していった。東小結に番付を据え置かれた1987年5月場所でも2横綱（千代の富士・双羽黒）・2大関（朝潮・若嶋津）を破り、9日目には西関脇の旭富士に勝利し、10日目には大関取りが懸かった東関脇の小錦を2度突っ掛けた後に立合い一閃の蹴手繰りで破るという大活躍を見せて10勝5敗の成績を挙げ、4場所連続での三賞受賞となる2回目の殊勲賞を獲得した。続く7月場所では自己最高位となる西関脇に昇進したものの、周囲の期待から大きくかけ離れた4勝11敗の成績に終わった。
1987年9月場所で大乃国に寄り倒しで敗れた際に右膝の靱帯を痛めて途中休場し、この場所から怪我との戦いが続いた。翌11月場所は公傷が認められ、1988年1月場所において再起して2場所連続して9勝6敗の成績を挙げたものの、西前頭筆頭の位置で迎えた同年5月場所において小錦に押し倒しで敗れた際に再び右膝の靱帯を痛めて途中休場し、強行出場してさらに故障箇所を悪化させたために、以後は勢いも下降してしまった。その後は1989年3月場所に2回目の敢闘賞を獲得したものの、三役への復帰は果たせず、十両で大敗を喫して幕下陥落が濃厚となった1990年7月場所を最後に29歳で引退した。引退後は寺尾が所有する年寄名跡を借りて年寄・錣山を襲名して押尾川部屋の部屋付き親方となった。

### 引退後、独立
親方となってから自ら部屋を持ちたいという思いが強くなり、一門外の元小結・大晃から名跡を買い、1992年9月に年寄・12代阿武松を襲名した。独立の意志や一門外からの年寄名跡取得については、師匠である押尾川に何の相談もなく行っていたため、師匠の逆鱗に触れてしまい事実上破門という憂き目に遭ったものの、同じ二所ノ関一門の大鵬親方（元横綱・大鵬）から助け舟を受けて大鵬部屋へと移籍して大鵬部屋の部屋付き親方となった。1994年10月には大鵬部屋から分家独立して阿武松部屋を創設した。
2010年1月に行われた日本相撲協会理事選では、立候補した貴乃花親方（元横綱・貴乃花）を支持したとの理由により、事実上、二所ノ関一門を破門された。この影響で1999年5月場所から約10年間にわたって務めてきた審判委員の役職からも退いた。2010年に発覚した大相撲野球賭博問題では、阿武松部屋から多数の関与力士を出し、さらに部屋で行われた賭博開帳の関与者4人が逮捕された責任を問われ、委員から平年寄への2階級降格と10年間昇格見送りの処分を受けたが、実際には2014年の役員改選と同時に行われた新たな職務分掌で委員に再昇格している。

### 日本相撲協会理事として
2018年2月1日、相撲協会理事選に貴乃花一門から立候補し、同月2日、理事に初当選した。同選挙では一門の総帥である貴乃花が落選しており、阿武松は「仕事をさせていただく可能性ができたので相撲協会の一員として、ファンの皆さんに愛される、そして活力ある組織にしたい」と、事実上の所信表明を終始、引き締まった表情で口にした。
この役員改選による新たな職務分掌では審判部長（ドーピング防止委員長）、新弟子検査担当という要職を与えられた。これは八角理事長（元横綱・北勝海）の再選に賛同し、一門の総帥であり渦中の人物である貴乃花と距離を置いたことからなる抜擢と見る向きもある。審判部長として初めて臨んだ同年5月場所は栃ノ心の大関昇進を賭ける場所と重なり、千秋楽に八角理事長へ昇進の可否を審議する臨時理事会の開催を要請するという大事に携わった。またこの千秋楽の表彰式では、5度目の優勝を果たした横綱・鶴竜への優勝旗授与も担当した。9月場所は大相撲史上初の三賞すべて該当者なしという事態となったが、審判部長として「若手がはね返されたということ」と正当性を主張した。
2019年5月場所では、物言いの際の場内説明の不正確さが問題となった。11日目の朝乃山 - 佐田の海戦では、阿武松が両力士の四股名とつま先やかかとの部位が混同された説明を行ったことで混乱を招き、場内が騒然とした。しどろもどろのアナウンスに一時はブーイングが起こったが、最終的に正しいアナウンスを行ったことで場内は収まった。しかし13日目の朝乃山 - 栃ノ心戦での物言いで6分にも及ぶ協議の後、ビデオ映像ではなく審判の目で見た判定内容と説明しなかったうえ「軍配差し違えで西方力士（栃ノ心）の勝ちと決定いたしました」と東西を逆に説明して勝った力士を間違えて述べた上に、（この取り組みは朝乃山が軍配差し違えで勝利しているが、朝乃山の勝ちであるのであれば、本来は朝乃山の勝ち、若しくは東方力士の勝ちと説明しなければならない）本来十両以上の取り組みでは原則四股名で説明すべきところを「西方力士」と栃ノ心の四股名を呼び上げずに説明したことから、取組後に相撲協会に抗議電話が殺到しさらには東西を逆に説明したことにより、誤審疑惑を招く事態となった。千秋楽の剣翔 - 貴源治戦でも両力士のしこ名を失念して口ごもったり、東西を逆に説明するなどで場内を騒がせた。また、この説明の際には国技館の観客からブーイングを浴びせられた。なお、これらの精彩を欠く説明能力が後述する高血圧症状と因果関係が在るのかどうかについては退職後の現在も正式な発表が無いため、判っていない。
本来は横綱推薦や横綱に関する案件を扱う横綱審議委員会も、場所後の例会で矢野弘典委員長が「審判は絶対なので権威を確立させるためにも、指導をしっかりしてほしい」と一連のつじつまの合わない場内説明に異例の苦言を呈した。この指摘を受け、阿武松は「私の修行不足。言葉足らずなどの部分を反省し、次に向かっていきたい」とコメントしている。
6月25日、高血圧の症状で入院治療に専念するため、7月場所は審判部長としての職務を全休することになった。この場所では境川理事（九州場所部長）が審判部長代理として担当した。また9月6日、9月場所の休場も発表され、高島理事（大阪場所部長）が代理担当となった。
9月22日、同日の報道で高血圧など体調不良を理由に退職の意向を固めたことが関係者の話で分かった。8月に退職の意向を協会に伝え、慰留を受けたが意思は変わらず、22日の阿武松部屋千秋楽パーティーで退職の意向を出席者に報告したという。同月26日の理事会で、阿武松は阿武松部屋付きの21代音羽山（元幕内・大道）と名跡交換をし、阿武松部屋は21代音羽山改め13代阿武松が継承、22代音羽山となった自身は退職することが承認された（全て2019年9月26日付）。退職後も暫く年寄名跡の「音羽山」を自身で所有しており、尾上部屋所属の13代秀ノ山（元天鎧鵬貴由輝）が2020年2月に名跡変更で一時的に襲名。2023年1月に24代佐ノ山へ名跡変更して空き株となっていたが、同年12月に鶴竜（元第71代横綱・鶴竜力三郎、横綱5年による現役名年寄）へ譲渡している。なお、鶴竜は取得・襲名と同時に独立して音羽山部屋を興した。

## 記録
益荒雄はその華々しい活躍によって関脇にまで昇進したが、その反面怪我が大変多く、幕内在位場所数は20場所に過ぎない。これは1957年に大相撲が年6場所制に移行してから入幕した力士の中で、最高位が関脇の力士としては最も少ない（逆に最高位が関脇の力士で幕内在位場所数が最も多い力士は旭天鵬で99場所、高見山の97場所がこれに次ぐ）。参考までに、歴代における幕内在位場所数の少ない上位5人の力士は以下の通りである（カッコ内は関脇を務めた場所数、現役力士は除く）。
- 1位 益荒雄 20場所（1場所）
- 2位 追風海 22場所（1場所）
- 3位 若翔洋 23場所（1場所）
- 4位 若見山 27場所（2場所）
- 5位 羽黒花 28場所（5場所）
- （参考）双羽黒21場所（3場所）※廃業後、名前のみが残った場所を含む。

なお、上位5人の力士は全員が三賞を受賞しているが、5回も受賞している力士は益荒雄のみである（その他に金星を2個獲得している）。
実力がありながらも度重なる怪我のために十両で相撲を取ることも多かったものの、十両では実力的に突出していたこともあり、通算で全5回もの十両優勝を果たしている。これは歴代における十両優勝回数の最多記録である。

## 主な成績
- 通算成績：387勝329敗86休 勝率.541
- 幕内成績：111勝125敗64休 勝率.470
- 十両成績：163勝135敗2休
- 現役在位：68場所
- 幕内在位：20場所
- 十両在位：21場所
- 三役在位：3場所（関脇1場所、小結2場所）
- 三賞：5回
  - 殊勲賞：2回（1987年3月場所、1987年5月場所）
  - 敢闘賞：2回（1986年11月場所、1989年3月場所）
  - 技能賞：1回（1987年1月場所）
- 金星：2個（双羽黒1個、北勝海1個）
- 各段優勝
  - 十両優勝：5回（1985年7月場所、1986年3月場所、1988年11月場所、1990年1月場所・3月場所）

### 場所別成績
| | 一月場所 初場所（東京） | 三月場所 春場所（大阪） | 五月場所 夏場所（東京） | 七月場所 名古屋場所（愛知） | 九月場所 秋場所（東京） | 十一月場所 九州場所（福岡） |
| --- | ----------------------- | ----------------------- | ----------------------- | --------------------------- | ----------------------- | --------------------------- |
| 1979年 （昭和54年） | x                       | （前相撲）              | 東序ノ口8枚目 6–1       | 西序二段54枚目 休場 0–0–7   | 西序二段108枚目 6–1     | 西序二段43枚目 5–2          |
| 1980年 （昭和55年） | 東序二段6枚目 4–3       | 西三段目78枚目 5–2      | 西三段目46枚目 3–4      | 西三段目59枚目 4–3          | 東三段目40枚目 4–3      | 西三段目20枚目 3–4          |
| 1981年 （昭和56年） | 西三段目33枚目 4–3      | 西三段目20枚目 4–3      | 東三段目6枚目 3–4       | 西三段目16枚目 4–3          | 西三段目3枚目 5–2       | 東幕下44枚目 4–3            |
| 1982年 （昭和57年） | 西幕下30枚目 3–4        | 東幕下41枚目 5–2        | 東幕下25枚目 4–3        | 東幕下20枚目 4–3            | 東幕下14枚目 4–3        | 東幕下12枚目 6–1            |
| 1983年 （昭和58年） | 東幕下2枚目 4–3         | 東幕下筆頭 3–4          | 東幕下5枚目 5–2         | 西十両13枚目 10–5           | 東十両8枚目 8–7         | 東十両5枚目 5–10            |
| 1984年 （昭和59年） | 西十両8枚目 8–7         | 西十両4枚目 6–9         | 東十両9枚目 7–8         | 西十両10枚目 8–7            | 東十両7枚目 2–13        | 西幕下7枚目 6–1             |
| 1985年 （昭和60年） | 東幕下筆頭 5–2          | 東十両10枚目 8–7        | 西十両8枚目 11–4        | 東十両4枚目 優勝 10–5       | 東前頭14枚目 7–8        | 西十両2枚目 10–5            |
| 1986年 （昭和61年） | 東前頭14枚目 5–10       | 西十両4枚目 優勝 11–4   | 東前頭13枚目 6–6–3      | 西十両2枚目 休場 0–0–15     | 西十両2枚目 9–6         | 西前頭13枚目 11–4 敢        |
| 1987年 （昭和62年） | 東前頭4枚目 8–7 技★     | 東小結 9–6 殊           | 東小結 10–5 殊          | 西関脇 4–11                 | 東前頭3枚目 1–3–11      | 西前頭13枚目 休場 0–0–15    |
| 1988年 （昭和63年） | 西前頭13枚目 9–6        | 東前頭6枚目 9–6         | 西前頭筆頭 2–6–7        | 西前頭12枚目 0–2–13         | 西十両10枚目 6–9        | 西十両13枚目 優勝 11–4      |
| 1989年 （平成元年） | 東十両3枚目 10–5        | 東前頭14枚目 10–5 敢    | 西前頭4枚目 8–7         | 東前頭2枚目 6–9 ★           | 西前頭4枚目 4–11        | 西前頭11枚目 休場 0–0–15    |
| 1990年 （平成2年） | 西十両7枚目 優勝 12–3   | 東十両2枚目 優勝 10–5   | 西前頭12枚目 2–13       | 西十両8枚目 引退 1–12–0     | x                       | x                           |
| 各欄の数字は、「勝ち-負け-休場」を示す。 優勝 引退 休場 十両 幕下 三賞：敢=敢闘賞、殊=殊勲賞、技=技能賞 その他：★=金星 番付階級：幕内 - 十両 - 幕下 - 三段目 - 序二段 - 序ノ口 幕内序列：横綱 - 大関 - 関脇 - 小結 - 前頭（「#数字」は各位内の序列） |                         |                         |                         |                             |                         |                             |

## 幕内対戦成績
| 力士名   | 勝数 | 負数 | 力士名   | 勝数 | 負数 | 力士名   | 勝数 | 負数 | 力士名     | 勝数 | 負数 |
| -------- | ---- | ---- | -------- | ---- | ---- | -------- | ---- | ---- | ---------- | ---- | ---- |
| 安芸ノ島 | 1    | 2    | 朝潮     | 3    | 2    | 旭富士   | 1    | 4    | 板井       | 1    | 4    |
| 巨砲     | 3    | 0    | 大錦     | 2    | 1    | 大乃国   | 1    | 5    | 小城ノ花   | 0    | 1    |
| 魁輝     | 0    | 1    | 春日富士 | 1    | 1    | 旭道山   | 1    | 1    | 霧島       | 6    | 2    |
| 起利錦   | 3    | 0    | 麒麟児   | 1    | 3    | 久島海   | 0    | 1    | 蔵間       | 1    | 1    |
| 高望山   | 3    | 4(1) | 港龍     | 1    | 0    | 琴稲妻   | 1    | 1    | 琴ヶ梅     | 0    | 5    |
| 琴富士   | 1    | 1    | 小錦     | 1    | 8    | 駒不動   | 0    | 1    | 逆鉾       | 4    | 4    |
| 佐田の海 | 1    | 1    | 薩洲洋   | 7    | 0    | 陣岳     | 1    | 2    | 太寿山     | 2    | 5    |
| 大徹     | 5    | 1    | 貴ノ浜   | 1    | 0    | 孝乃富士 | 4    | 0    | 貴ノ嶺     | 1    | 0    |
| 隆三杉   | 5    | 2    | 多賀竜   | 2    | 1    | 玉龍     | 3    | 3    | 千代の富士 | 2    | 5(1) |
| 寺尾     | 1    | 4    | 出羽の花 | 1    | 1    | 闘竜     | 1    | 3    | 栃司       | 2    | 2    |
| 栃剣     | 2    | 1    | 栃乃和歌 | 5    | 5(1) | 南海龍   | 0    | 1    | 花乃湖     | 1    | 4    |
| 花ノ国   | 1    | 2    | 藤ノ川   | 0    | 2(1) | 富士乃真 | 1    | 0    | 双羽黒     | 3    | 2    |
| 鳳凰     | 1    | 0    | 北天佑   | 2    | 2(1) | 北勝海   | 2    | 5    | 前乃臻     | 2    | 1    |
| 三杉磯   | 0    | 1    | 三杉里   | 0    | 4    | 水戸泉   | 0    | 2    | 両国       | 1    | 2    |
| 若嶋津   | 4    | 0    | 若瀬川   | 0    | 2    |          |      |      |            |      |      |

## 改名歴
- 手島 広生（てじま ひろお）1979年5月場所-1983年5月場所
- 益荒雄 広生（ますらお -）1983年7月場所-1984年9月場所
- 手島 広生（てじま -）1984年11月場所-1985年1月場所
- 益荒雄 広生（ますらお -）1985年3月場所-1988年7月場所
- 益荒雄 宏夫（- ひろお）1988年9月場所-1990年7月場所

## 年寄変遷
- 錣山 宏夫（しころやま ひろお） 1990年7月-1990年9月
- 錣山 広生（- ひろお） 1990年9月-1992年9月
- 阿武松 広生（おうのまつ -） 1992年9月-2019年9月
- 音羽山 広生（おとわやま -） 2019年9月